# Oak Harbor, Ohio
Oak Harbor là một làng thuộc quận Ottawa, tiểu bang Ohio, Hoa Kỳ. Năm 2010, dân số của làng này là 2759 người.

## Dân số
- Dân số năm 2000: 2841 người.
- Dân số năm 2010: 2759 người.